# Мухоудеровка
Мухоудеровка — село в Алексеевском районе Белгородской области, центр Мухоудеровского сельского поселения. Ж/д-станция ЮВЖД «94-й км».

## География
Село расположено в восточной части Белгородской области, на правом берегу реки Тихой Сосны, ниже по её течению от районного центра, города Алексеевки (в 6,3 км по прямой к северо-востоку).
Улицы и переулки
| - ул. А. Никитенко - ул. Бурячная - ул. Дорожная - ул. Заречная - ул. Зелёная | - ул. Лесная - ул. Лозовая - ул. Луговая - ул. Молодёжная - ул. Н. Станкевича | - ул. Парковая - ул. Садовая - ул. Свистовка - ул. Солнечная - ул. Степная | - ул. Цветочная - ул. Юбилейная | - пер. 1-й Лесной - пер. 2-й Лесной - пер. 3-й Лесной - пер. Молодёжный |

## История

### Происхождение названия
В названии села слились имена двух ранее отдельных селений — Муховки на правом берегу Тихой Сосны и Удеревки — на левом.

### Исторический очерк
Деревня Удеревка была основана в XVIII веке и принадлежала дворянам Александровым.
После отмены крепостного права в 1861 году ставшие свободными крестьяне Удеревки стали переселяться на правый берег Тихой Сосны, где уже стояли издавна небольшие села — Муховка (Заря тоже) и Русская Матренка (Погибелка тоже).
Постепенно Удеревка и Муховка слились в одно большое село Мухо-Удеровка.
С июля 1928 года слобода Мухо-Удеровка — центр Мухо-Удеровского сельсовета в Алексеевском районе.
В годы коллективизации в Муходеровке создали колхоз имени Буденного (667 колхозников), в Русской Матренке — колхоз «Красный партизан» (548 колхозников).
В годы Великой Отечественной войны, во время оккупации Мухоудеровки немецко-фашистской армией летом 1942 года и в начале 1943 года были расстреляны и утоплены в реке 7 селян.
В 1950 году в Алексеевском районе создали крупный колхоз «Победа», членами которого стали жители не только Мухо-Удеровки, но и сел Ближнее и Дальнее Чесночное и Колтуновки.
В 1958 году в Мухо-Удеровский сельсовет Алексеевского района входили села Колтуновка, Мухо-Удеровка, и Русская Матренка, хутора Ближнее Чесночное, Дальнее Чесночное, Новая Деревня и Самородок, а также ж.-д. станция Матома.
В 1972 году Мухоудеровский сельсовет объединял уже шесть сел: Ближнее Чесночное, Дальнее Чесночное, Колтуновка, собственно Мухоудеровка, Надеждовка и Пирогово.
В 1997 году село Мухоудеровка в Алексеевском районе — центр Мухоудеровского сельского округа, объединявшего 4 села: собственно Мухоудеровка, Ближнее Чесночное, Дальнее Чесночное и Колтуновка.
В 2010 году село Мухоудеровка — центр Мухоудеровского сельского поселения (4 села) Алексеевского района.

## Население
В 1859 году в Удеревке Ольшанской волости — 24 двора, 363 жителя (186 мужчин, 177 женщин).
В 1859 году в Муховке — 49 дворов, почти 400 жителей, в 1885 году — уже 100 дворов и 754 жителя.
В 1905 году в деревне Удеревке — 53 двора, 365 жителей.
На 1 января 1932 года в слободе Мухо-Удеровке — 1200 жителей.
На 17 января 1979 года в селе Мухоудеровке — 1332 жителя, на 12 января 1989 года — 1296 (604 мужчины, 692 женщины), на 1 января 1994 года — 1594 жителя, 502 хозяйства.
В 1997 году в Мухоудеровке учтено 502 домовладения, 1396 жителей; в 1999 году — 1395 жителей, в 2001 году — 1316.
| 1859 | 2002  | 2010  |
| ---- | ----- | ----- |
| 754  | ↗1306 | ↗1326 |

## Инфраструктура
В начале 1960-х годов колхоз «Победа» специализировался на выращивании уток, позже этим стала заниматься птицефабрика «Тихая Сосна», а колхоз в начале 1990-х преобразовали в акционерное общество.
По состоянию на 1995 год в селе Мухоудеровке — АОЗТ «Победа», совхоз «Тихая Сосна» Белгородптицепрома, АО "РТП «Возрождение», ТОО «Тисна» (производство кирпича), 3 фермерских хозяйства (производство зерновых), ЧИП «Мухоудеровское» (маслоделие), амбулатория, почтовое отделение, клуб, библиотека, средняя школа, детский сад.

## Образование
В селе действует Муниципальное бюджетное общеобразовательное учреждение «Мухоудеровская средняя общеобразовательная школа».

## Культура
На территории культурно-исторического центра «Усадьба „Удеревка“ Станкевичей» Мухоудеровского сельского поселения проводится областной литературно-музыкальный фестиваль «Удеревский листопад».

## Интересные факты
- В 1804 году в деревне Удеревке родился будущий профессор Петербургского университета, известный русский литератор Александр Васильевич Никитенко (1804—1877). В своей «Повести о том, чему свидетелем в жизни был» он описал и родную Удеревку.
- В 1814 году Удеревку купил у штаб-ротмистра Ивана Александрова дворянин В. И. Станкевич, отец Николая Владимировича Станкевича (1813—1840) — известного общественного деятеля, философа, поэта. В Удеревку к Станкевичу приезжали поэт А. В. Кольцов, историк Т. Н. Грановский; сюда приходили письма В. Г. Белинского, М. С. Щепкина, М. А. Бакунина.
- В Удеревке домашним учителем Станкевичей 13 лет проработал К. Ю. Барон, известный латышский фольклорист. В находящемся здесь музее Барона хранится копия картотеки латышских народных песен — шкаф дайн[6].
- Изучением истории Мухоудеровки занимались журналисты-краеведы А. Н. Кряженков и В. Ф. Бахмут. А. Н. Кряженков посвятил Мухо-Удеровке отдельную главу в своей книге «Алексеевка» (Белгород, 1997)[2].

## Достопримечательности
В 1990 году в селе открыли музей Н. В. Станкевича.

### Памятники и мемориалы
Братская могила советских воинов погибших в боях с фашистскими захватчиками в 1943 году.

## Известные люди
Никитенко, Александр Васильевич (1804—1877) — историк литературы, цензор, профессор Санкт-Петербургского университета, действительный член Академии наук.
Станкевич, Николай Владимирович (1813—1840) — общественный деятель, философ, поэт.